# المدرسة الوطنية للمهندسين بتونس
المدرسة الوطنية للمهندسين بتونس (كان اسمها المدرسة القومية للمهندسين بتونس) (بالفرنسية: École Nationale d'Ingénieurs de Tunis ENIT) هي أول مدرسة لتكوين المهندسين بتونس وتتبع جامعة تونس المنار.
بعثت طبقا للقانون المؤرخ في 31 ديسمبر 1968 وقد قامت منذئذ بتكوين آلاف المهندسين التونسيين الذين ساهموا في إرساء البنية التحتية التونسية وفي دفع عجلة التنمية. وقد ارتبطت هذه المدرسة لفترة طويلة باسم مؤسسها ومديرها الأول : المختار العتيري.
نشأت بعدها في السبعينات والثمانينات ثلاث مدارس الأخرى للمهندسين بكل من قابس وصفاقس والمنستير.

## اختصاصات
تغطي المدسة الوطنية للمهندسين بتونس ستة اختصاصات هي التالية:
- الهندسة المدنية (منشآت وبناء، مائي ومحيط، بنية تحتية وتهيئة.)
- الهندسة الكهربائية (المنظومات الكهربائية، إلكترونيك وإلكترونيك مجهري، آلية وتصور منظومات.)
- الهندسة الصناعية
- الهندسة الميكانيكية
- الإعلامية
- الاتصالات
- التقنيات المتقدمة
- النمذجة من أجل الصناعة والخدمات

## أرقام
- يتكون إطار المدرسة من 160 أستاذا جامعيا قارا و50 أستاذا مهندسا عرضيا، ويضاف سنويا حوالي الخمسين أستاذا زائرا في إطار اتفاقيات تعاون.
- يبلغ عدد طلبة المدرسة الوطنية للمهندسين بتونس ما مجموعه 1381 خلال السنة الجامعية 2007-2008، يتوزعون حسب سنوات الدراسة كما يلي:
  - 466 في السنة الأولى، و468 في السنة الثانية، و447 في السنة الثالثة.
  - أما حسب الاختصاصات فيتصدرهم طلبة الهندسة الآلية 280، ثم الهندسة المدنية ب263، ثم الهندسة الكهربائية ب237، ثم الهندسة الصناعية ب227، ثم الإعلامية 157، فالاتصالات 148، فالهندسة الهيدروميترولوجية 69.

## التكوين
- أحدثت مدرسة الدكتوراه بالمدرسة الوطنية للمهندسين بتونس منذ شهر ديسمبر 2003 وكانت بذلك من أوائل مدارس الدكتوراه التي أحدثت بجامعة تونس المنار، وهي تحت عنوان (علوم وتكنولوجيات الهندسة) وتوجد ضمنها ثمان شهادات للدكتوراه وتسع شهادات ماستير بحث.عشرين مخبرا ووحدة بحث.
- يدخل الطلاب عمومًا هذه المدرسة من خلال المناظرة الوطنية للوصول إلى كليات الهندسة. في عام 2008، كان لديها أكثر من 1400 طالب في التدريب الهندسي ونفس العدد في تدريب الدراسات العليا (ماجستير ، دكتوراه ، إلخ). تضم هيئة التدريس بها أكثر من 220 مدرسًا من مختلف التخصصات.[7]

## البحث
يوجد بالمدرسة ما مجموعه عشرين بين مخابر ووحدات بحث، والمخابر هي التالية:
- الهندسة المدنية، مديره الأستاذ وليد لمام. ويغطي اهتمامه: المواد والتربة وهياكل الهندسة المدنية.
- النمذجة في علوم المياه والمحيط، ومديره الأستاذ محمود موسى. ويهتم بعلوم المياه والسيلان والهيدروجيولوجيا والهيدرولوجيا والهيدروجيوكيمياء والهيدروبيولوجيا.
- النمدجة الرياضية والرقمية في علوم الهندسة، ويديره نبيل القماطي، ويشمل الرياضيات التطبيقية والنمذجة والرقمنة في علوم الهندسة.
- نظام الاتصالات ويديره عمار بوعلاق

## النوادي والجمعيات
الغرفة الفتية الدولية بالمدرسة الوطنية للمهندسين بتونس

## الشراكات والانفتاح على العالم المهني
اتفاقيات شراكة بين شركة طوطال تونس والمدرسة الوطنية للمهندسين بتونس
وقعت المدرسة في عام 2009 اتفاقية شراكة مع مدرسة هندسة فرنسية ، لإنشاء دورة هندسة مشتركة لـ 25 طالبًا. بدأت الدورة الترويجية الأولى مسارها في عام 2010 في تونس وتخرجت في نهاية عام 2013 في باريس.
تم تجديد هذه الشراكة وامتدادها إلى درجتي الماجستير والدكتوراه في عام 2014، بمناسبة زيارة رئيس الحكومة التونسية مهدي جمعة إلى فرنسا.

## مدرسون سابقون
- شهاب بودن
- رفعت الشعبوني
- أحمد فريعة

## قدماء المدرسة
- شهاب بودن
- عبد الكريم الهاروني
- مهدي جمعة
- المنصف السليتي
- محمد الأوسط العياري
- معز شقشوق
- فتحي العيادي
- رضا السعيدي
- كمال العيادي
- محمد مهدي مليكة
- عماد الحمامي
- نبيل بركاتي
- منجي حامدي

## وصلات خارجية
- الموقع الرسمي للمدرسة الوطنية للمهندسين بتونس.
- قدماء المدرسة.